# Postenterogonia orbicularis
Postenterogonia orbicularis är en plattmaskart som först beskrevs av Schmarda 1859.  Postenterogonia orbicularis ingår i släktet Postenterogonia och familjen Ilyplanidae. Inga underarter finns listade i Catalogue of Life.